# Naturama (Scope-Verfahren)
Naturama war ein 1956 eingeführtes anamorphotisches Filmaufnahmeverfahren
für 35-mm-Breitwandfilme.

## Hintergrund
Nach der Einführung von CinemaScope übernahmen die meisten großen Filmstudios dieses Breitwandformat für den 35-mm-Film. Es mussten jedoch Lizenzgebühren an 20th Century Fox bezahlt werden. Um diesen Kosten zu entgehen, wollte Republic Pictures ein eigenes Verfahren anwenden und entschloss sich auf das von Ernst Abbe in Frankreich entwickelte Cinépanoramic zurückzugreifen.
Man kaufte die Rechte für den Vertrieb von Cinépanoramic und passte das anamorphotische Linsensystem dem US-amerikanischen Markt an. Das Bild wurde zuerst in einem 2:1-Verhältnis gestaucht aufgenommen und dann im Kinosaal auf die 2,35:1 Filmbreite entzerrt aufgeführt. Der dafür nötige Anamorphot besaß eine zusätzliche Linse, die praktisch verzerrungsfreie Nahaufnahmen ermöglichte.
Republic Pictures nannte das System Naturama und wollte es auch an andere Filmstudios vermieten. Trotz der besseren Bildqualität gegenüber CinemaScope gab es kein Interesse am neuen Verfahren. Mit dem Ende von Republic Pictures endet auch Naturama in den USA.

## Filme in Naturama
- 1956: Der Teufel von Colorado (The Maverick Queen)
- 1956: Duell am Apachenpaß (Thunder Over Arizona)
- 1956: Geheimzentrale Lissabon (Lisbon)
- 1956: Schach dem Mörder (Accused of Murder)
- 1957: Durango Kid der Rächer (Duel at Apache Wells)
- 1957: Affair in Reno
- 1957: Ich ritt für Jesse James (Hell's Crossroads)
- 1957: Spoilers of the Forest
- 1957: The Lawless Eighties
- 1957: Last Stagecoach West
- 1957: Taming Sutton’s Gal
- 1957: Panama Sal
- 1957: The Crooked Circle
- 1957: Arizona-Express (Gunfire at Indian Gap)
- 1958: The Notorious Mr. Monks
- 1958: Juvenile Jungle
- 1958: Young and Wild
- 1958: Jede Kugel trifft (Man or Gun)
- 1958: Rauschgift-Banditen (The Man Who Died Twice)
- 1958: No Place to Land
- 1959: Killer von Dakota (Plunderers of Painted Flats)